# San Pablo Mitecatlán
San Pablo Mitecatlán är en ort i Mexiko.   Den ligger i kommunen Ilamatlán och delstaten Veracruz, i den sydöstra delen av landet, 160 km norr om huvudstaden Mexico City. San Pablo Mitecatlán ligger 1 438 meter över havet och antalet invånare är 913.
Terrängen runt San Pablo Mitecatlán är kuperad åt nordväst, men åt sydost är den bergig. Runt San Pablo Mitecatlán är det ganska glesbefolkat, med 42 invånare per kvadratkilometer. Närmaste större samhälle är Zacualtipán, 15,3 km väster om San Pablo Mitecatlán. I omgivningarna runt San Pablo Mitecatlán växer i huvudsak städsegrön lövskog.